# Jacques Gestraut
Jacques Gestraut (nascido em 24 de setembro de 1939) é um ex-ciclista francês que participou dos Jogos Olímpicos de Roma 1960, onde terminou em nono na prova de estrada individual.